# Tuoni
Tuoni és la divinitat del món subterrani i de les tenebres en la mitologia finesa, el territori de aqual és Tuonela en el poema èpic Kalevala, d'on pocs pelegrins poden retornar. Tuoni està casat amb Tuonetar i té diverses filles, entre les quals es compta Loviatar, deessa cega i malvada de les malalties i de les plagues, Kivutar, deïtat de les rogatives i les lletanies, Vammatar, senyora de les afliccions i dels patiments.
Tuoni, juntament amb la seva dona Tuonetar, dona la benvinguda als morts portant amb si, un càntir ple de granotes i de cucs, a la mà dreta.
Väinämöinen és un dels pocs herois que aconsegueix escapar de Tuonela. Segons el Kalevala, un cop ja és a l'altra riba del riu de la mort, és emprès per Tuonetar, qui li dona a beure cervesa en grans quantitats perquè s'adormi. Quan Väinämöinen aclucava els ulls, les filles de Tuoni, emplacen una enorme malla fèrria, per evitar la seva fugida, però l'ancià heroi es converteix en una serp i s'escapa del territori de la mort, cap a la llibertat.
A la cultura popular, la banda finlandesa de symphonic metal Amberian Dawn, publiquen el 2008 el seu àlbum debut "River of Tuoni", on la cançó homònima parla sobre aquesta divinitat, i com rapta al fill d'una mare, la qual va a recuperar-lo al món de les tenebres.